# Collectieve schuldenregeling
De collectieve schuldenregeling in België is bedoeld voor iedereen die lijdt onder een overmatige schuldenlast. Voorwaarde is wel dat men geen handelaar is; in dat geval gelden de regels van de gerechtelijke reorganisatie of het faillissement. Een andere voorwaarde is dat men niet kennelijk zijn onvermogen mag hebben bewerkstelligd. In dat laatste geval wordt men niet beschermd tegen de schuldeisers, die dan -elk voor zich- hun rechten zullen proberen te vrijwaren door middel van beslagprocedures.
De collectieve schuldenregeling kan minnelijk of gerechtelijk zijn. Bij een minnelijke regeling probeert een schuldbemiddelaar een akkoord te bereiken met alle schuldeisers. Hiervoor heeft hij maximaal zes maanden de tijd. Als dat akkoord er is wordt het door de arbeidsrechtbank bevestigd. Komt er geen akkoord dan kan de arbeidsrechtbank een regeling “gerechtelijk” opleggen.
De volgende maatregelen zijn denkbaar:
- herschikking van de betaling van de schulden
- verlaging van de intrestvoeten
- opschorting van beslag of loonoverdracht
- kwijtschelding van vergoedingen en kosten
- elke andere begeleidingsmaatregel zoals een budgettaire begeleiding, de verplichting een ontwenningskuur te ondergaan enz.

Deze gerechtelijke regeling mocht aanvankelijk maximaal vijf jaar duren, maar tegenwoordig worden er onder invloed van de enorme stijging van het aantal collectieve schuldenregelingen ook langere termijnen opgelegd.
In de ergste gevallen kan de collectieve schuldenregeling een gedeeltelijke kwijtschelding van schulden bevatten. Sinds kort is het ook mogelijk dat de rechter in het kader van een gerechtelijke aanzuiveringsregeling een volledige kwijtschelding uitspreekt.
De rechtspraktijk leert dat het aantal collectieve schuldenregelingen sedert de invoering hiervan zeer sterk is gestegen op korte termijn. In een meerderheid van de gevallen wordt meer dan 50% van de schulden kwijtgescholden.
Het voordeel van deze regeling is de mogelijkheid van de schuldenaar om zijn schuldspiraal te doorbreken, en een nieuwe start te kunnen maken. Het nadeel van deze regeling is het feit dat bijna altijd de schuldeisers het overgrote meerderheid van de schulden moeten kwijtschelden. Het feit dat collectieve schuldenregelingen zeer vaak voorkomen, maakt dit tot een belangrijke verliespost voor handelaars.
De collectieve schuldenregeling is opgenomen in de artikelen 1675/1 tot 1675/19 van het Gerechtelijk Wetboek, en verder verfijnd in de wet van 26 mei 2002 waarin er minimum leefgeld wordt bepaald.
De Nationale Bank van België houdt een gegevensbank bij van slechte betalers.
Er is ook een Fonds ter bestrijding van de overmatige schuldenlast opgericht.